# Som ler och långhalm
Uttrycket som ler och långhalm betyder att två saker (människor etc) hör starkt ihop. Uttrycket kommer från äldre tiders tillverkning av tegel, då man arbetade samman lera och halm, som sedan skulle vara hårt sammanfogade (svåra att skilja åt).
Rent praktiskt, så kunde tillverkningen ske genom att man placerade lera på marken, blandade i sand och vatten. Därefter drev man djur över blandningen, gång efter annan, tills blandningen blev smidig. Då lade man halm över leran som sedan arbetades in. Därefter kunde man forma tegelstenar som efter torkning kunde användas som byggnadsmaterial.
Ursprungligen var dock uttrycket ironiskt, att saker som verkar höra samman egentligen inte gör det.